# Domanícke stráne
Domanícke stráne este o arie protejată (arie specială de conservare — SAC, sit de importanță comunitară — SCI) din Slovacia întinsă pe o suprafață de 20,55 ha, integral pe uscat.

## Localizare
Centrul sitului Domanícke stráne este situat la coordonatele 48°15′45″N 18°58′59″E / 48.262469°N 18.983122°E.

## Înființare
Situl Domanícke stráne a fost declarat sit de importanță comunitară în septembrie 2015 pentru a proteja un număr necunoscut de specii din flora spontană și fauna sălbatică aflate în arealul zonei. Situl a fost protejat și ca arie specială de conservare în octombrie 2017.

## Biodiversitate
Situată în ecoregiunea panonică, aria protejată conține 4 habitate naturale: Tufărișuri subcontinentale peripanonice, Pajiști stepice subpanonice, Păduri panonice cu Quercus pubescens, Păduri panonice cu Quercus petraea și Carpinus betulus.
La baza desemnării sitului se află un număr nedeclarat de specii protejate.